# 延岑
延 岑（えん しん、? - 36年）は、中国の新代から後漢初期にかけての武将。字は叔牙。荊州南陽郡筑陽県の人。義父は秦豊。義兄弟は田戎。初期は主に漢中や荊州南陽郡を活動地域とした新末後漢初の群雄の一人で、後に蜀（成家）の公孫述配下となった。光武帝の天下統一事業に最後まで抵抗した闘将である。

## 事跡

### 漢中攻防戦
| 姓名           | 延岑                            |
| 時代           | 新代 - 後漢時代                 |
| 生没年         | 生年不詳 - 36年（建武12年）     |
| 字・別号       | 叔牙（字）                      |
| 本貫・出身地等 | 荊州南陽郡筑陽県                |
| 職官           | 大司馬〔成家〕                  |
| 爵位・号等     | 武安王〔自称〕→汝寧王〔成家〕   |
| 陣営・所属等   | 更始帝→〔独立勢力〕→秦豊→公孫述 |
| 家族・一族     | 義父：秦豊 義兄弟：田戎         |

延岑は『後漢書』で立伝されておらず、公孫述伝に付随する形で若干その経歴が記載されている。しかし、その出身階層や初期の事跡等については、明らかでない部分が多い。更始元年（23年）、延岑は更始帝（劉玄）配下の劉嘉に冠軍（南陽郡）で敗れて降伏した。しかし、その時点の延岑が官軍に属していたか、それとも独立した群雄の一人（あるいはその部将）だったかは、不詳である。
その後、建武2年（26年）、南鄭（漢中郡）で再度叛乱 し、劉嘉を破って南鄭を占領した。2月には武安王を自称している。延岑は劉嘉を追い、北西の武都郡に入るが、更始政権の柱功侯李宝に敗れ更に北の天水郡に逃げる。空いた南鄭は公孫述の将の侯丹が押さえた。劉嘉が李宝を相として起用し、これを攻撃したが下せなかった。
そのため劉嘉・李宝は河池・下弁（いずれも武都郡）に駐屯し、延岑としきりに戦っている。延岑は散関から三輔に入り、劉嘉・李宝もこれを追った。陳倉（右扶風。長安の西方）で劉嘉・李宝に敗れた延岑は、東進して杜陵（京兆尹。長安の南東）を根拠地とする。劉嘉・李宝は赤眉軍の廖湛を滅ぼして雲陽（左馮翊。長安の北西）に駐屯した。
同年9月、延岑は李宝と連合し、杜陵で赤眉軍の逄安が率いる大軍を撃破した。また藍田（京兆尹）で漢の大司徒鄧禹の攻撃を受けたが、延岑はこれを撃退している。翌建武3年（27年）4月、延岑は馮異に上林苑（右扶風）で撃破されてしまった。さらに、馮異の連絡により鄧曄・于匡にも析県（弘農郡）で迎撃を受け、延岑は敗走した。

### 南陽の戦い
同年6月、漢の耿弇と穣県（南陽郡）で戦って敗北した。その後、時期は不明だが、延岑は黎丘郷（南郡邔県）に拠って楚黎王を自称していた秦豊に帰順する。このとき、夷陵（南郡）で活動していた当時の群雄の一人の田戎とともに、秦豊の娘を妻とする。
この年末、秦豊配下の部将の張成とともに、光武帝の将の朱祜・祭遵と東陽聚（南陽郡）に戦った。しかし敗北して張成は斬られ、延岑は秦豊の下に逃れた。建武4年（28年）2月、延岑は順陽（南陽郡）を攻撃したが、鄧県（南陽郡）で鄧曄・于匡を率いた鄧禹と戦って敗北する。さらに追撃を受けた武当（南陽郡）でも敗北し、いったん漢中へ敗走している。

### 公孫述への服従と漢中での敗北
建武5年（29年）6月に秦豊が滅亡すると、延岑は田戎とともに蜀の公孫述に降った。公孫述は延岑を大司馬に任命し、さらに汝寧王に封じた。建武6年（30年）、公孫述の配下である騎馬都尉荊邯は延岑・田戎をして二方向からの進撃を奏上し、延岑・田戎も逸る。しかし周囲が止め、また公孫述自身も延岑・田戎に猜疑心を抱いたため、漢への攻撃は取り止めた。
この年の夏、光武帝の将の李通が王覇・侯進を引き連れ、漢中の延岑を撃つ。公孫述は西城（漢中郡）に延岑への救援を送るも破られた。隴西の隗囂には、延岑・田戎以外の公孫述配下の諸将が救援に送られた。しかし、建武9年（33年）に隗囂が死去し、翌建武10年（34年）には隗囂の子の隗純が降伏して、隴右は漢の支配下となった。

### 男児当に死中に生を求むべし
建武11年（35年）8月、延岑は呂鮪・王元・公孫恢とともに、広漢（広漢郡）・資中（犍為郡）で漢の岑彭を迎撃した。しかし岑彭は、副将の臧宮らを正面の延岑らに当たらせる一方で、大胆な迂回・奇襲作戦をとる。まず岑彭は、黄石灘（巴郡涪陵県）を守る侯丹を撃破し、さらに延岑らの軍の後背地である武陽（犍為郡）を速攻で攻略する。そして広都（蜀郡）に精鋭騎兵を遣わして、成都まで数十里の地点まで迫った。公孫述は、平曲（巴郡）に漢軍がいると聞いて、延岑らにこれを迎撃させようとしていたが、岑彭が延岑軍の後方に現れたため、驚き慄いている。一方の延岑自身も、臧宮と沈水で戦ったが大敗した。
建武12年（36年）9月、成都に追い詰められた公孫述から対策を相談され、延岑は「男児当に死中に生を求むべし（原文「男児当死中求生」）、財物を惜しむべきではありません」と進言する。そして公孫述の私財で決死隊5千人余りを集め、蜀討伐軍の総大将を務める大司馬呉漢を市橋で奇襲してこれを破り、一矢を報いた。この時の呉漢は落水してしまい、馬の尻尾につかまってやっと脱出したという。
同年11月、延岑は、成都城北側の咸門を攻撃してきた漢の臧宮と戦い、3戦して3勝した。しかし公孫述が戦闘で重傷を負い、公孫述は延岑に後事を託して死去する。公孫述の死の翌日に、延岑は呉漢に降伏したが赦されず、残党らもろとも皆殺しにされた。

### 人物像その他
延岑は、当時においても用兵に優れた武将として評判が高く、同時期に活躍した蘇茂からも、その軍事能力の高さを認められていた。また、公孫述に述べた言「死中に生を求む」は、故事成語として、現代でも死語とならずに用いられている。